# Trachelas transversus
Trachelas transversus är en spindelart som beskrevs av F. O. Pickard-Cambridge 1899. Trachelas transversus ingår i släktet Trachelas och familjen flinkspindlar. Inga underarter finns listade i Catalogue of Life.